# 紅ルーシ
紅ルーシ（ウクライナ語:Червона Русь；ポーランド語:Ruś Czerwona；ラテン語:Ruthenia Rubra）は、ウクライナ西部の歴史的地名である。西欧の文献におけるガリツィア地方の別称、あるいは旧ハールィチ・ヴォルィーニ大公国の領域を指す概念である。主な市町はリヴィウ、ハールィチ、ベルズ、ホルム、ペレームィシュリ。赤ルーシとも。

## 概要
「紅ルーシ」という地名が最初に見られるのは、ルーシ側の史料ではなく、15世紀以降の西欧側の記録である。当初、この地名の対象とする範囲が曖昧なもので、「黒ルーシ」に代わって「白ルーシ」の反対語として用いられたと考えられる。初めて「紅ルーシ」は、1420年のウルリヒ・フォン・リヒェンタール（de:Ulrich von Richental）著『コンスタンツ公会議年代記』に見られるが、ポーランド王国が支配するガリツィア地方でなく、ヴォルィーニ地方を始め、リトアニア大公国が支配するルーシの全領域をさす用語となっている。1459年、ヴェネツィア人のフラ・マウロが著した世界全図では、「紅ルーシ」はキエフやリャザニなどを含むリトアニアの南方の隣国として描かれているが、1543年に出版されたフランスの世界全図『歴史の海』において、「紅ルーシ」は「Rubea Russia」として旧ハールィチ・ヴォルィーニ大公国の領域、ガリツィア地方とヴォルーニ地方を示している。さらに、1566年のドイツ人のカスパル・フォペルが著した地図では「紅ルーシ」は「Rote Reussen」としてヴォルィーニ地方の北東部からベラルーシの南西部まで広がる地域をさしている。
17世紀半ば、ポーランドの歴史学者シモン・スタロヴォルスキ（en:Szymon Starowolski）の研究により、「紅ルーシ」はポーランド王国が支配するルーシ人の居住地帯、特にルーシ県と連想されるようになる。それ以後、「紅ルーシ」は歴史書や地誌などの研究書でガリツィア地方の雅称として定着する。
「紅ルーシ」の語源は中世西欧の地理思想にあったものの、19世紀以後のポーランド人学者の一部は、その語源をポーランドの地名に求めている。彼らによると、「紅」（チェルヴォナ）は、中世ヴォルィーニ地方に存在した「チェルヴェン」という町の名に由来するという。チェルヴェンは、ポーランドとルーシの国境にあったチェルヴェンの諸都市と呼ばれる地域の中心都市であり、両国の争いの種であったとされる。